# Mesilla
Mesilla là một chi nhện trong họ Anyphaenidae.